# 兩廣共和國

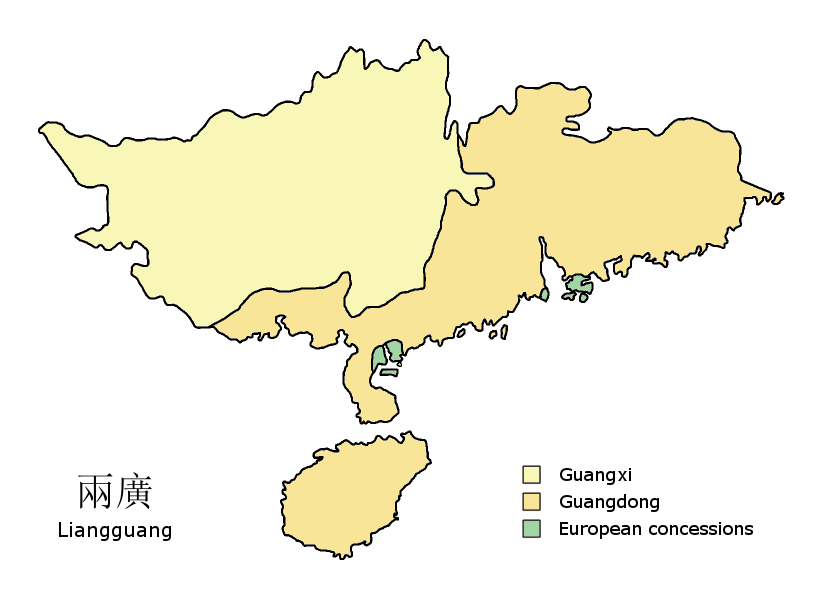
兩廣地域，約1900年

兩廣共和國是指1900年由時任港督卜力以及革命黨人孫中山等提出的策動時任兩廣總督李鴻章“割据两广，叛清独立，自任總統”後進而成立的一個共和政體的设想。

## 概述
清末义和团运动的迅速发展，进一步引起了清朝统治集团内部的分裂。慈禧太后不顾光绪皇帝和主和大臣的强烈反对，于1900年6月21日，发布招抚义和团和向歐洲各國宣战的上谕。宣战上谕的颁布，使掌握地方大权的多数督抚强烈反对，坚决支持主和派，形成地方与中央公开对抗与分裂的局面。清政府宣战后，時任兩廣總督李鴻章、兩江總督劉坤一、湖廣總督張之洞、閩浙總督許應騤、山東巡撫袁世凱等總督、巡撫等人奉行東南互保，公然违背清政府的命令，不向外国开战。
6月15日后，清政府迭电谕令李鸿章北上，李鸿章心存观望，借故拖延。为了维护英国在珠江流域的特殊利益，港英政府也希望李鸿章留在广东，对李鸿章与革命派合作之事兴趣甚大，支持何启提出的李鸿章与兴中会合作实行兩廣独立的计划。李鸿章为稳定华南局势，对这个计划颇为心动，与革命派进行谈判并给予贷款。随着战局的恶化，清廷内主和声音开始出现。7月8日，慈禧任命李鸿章为直隶总督兼北洋大臣，虽然李鸿章在7月12日尚未得知自己的新职任命，但他觉察到朝政有开始向有利于主和派方向发展的可能，其决定改变态度，于是决定离粤北上。故“兩廣獨立”之事遂宣告破產。